# 谷川真理
谷川 真理（たにがわ まり、1962年10月27日 - ）は、女子陸上競技長距離走・マラソン選手で、現在はタレント活動を積極的に行っている。また、流通経済大学客員教授も務める。福岡県福岡市出身、東京都荒川区在住。独身。

## 来歴・人物
東京・武蔵野中学校・高等学校時代は陸上部に所属し800m中心の中距離選手だったが、練習嫌いだったため南関東大会どまりで精一杯だった（同学年で谷川と同じく南関東大会に出場していた選手に、女子マラソン元日本最高記録保持者で1988年9月開催のソウル五輪女子マラソン代表の宮原美佐子がいる）。
高校卒業後、ツアーコンダクターを目指し一橋スクールオブビジネスに進学とともに陸上競技からも一度離れた。卒業後はイースタンリース（モービル石油（現・ENEOS）と第一勧業銀行（現・みずほ銀行）共同出資のリース企業）に就職し、OLとして働いていたが、友人と花見に行った際に、皇居近くを走る市民ランナー達を見て、谷川自身も昼休みに走り始め、24歳からマラソンを始める。ジョガー時代から中島進の指導を受ける。市民マラソンでの優勝を契機に注目を浴び、1988年3月に名古屋国際女子マラソンで初のフルマラソン挑戦。その後、昭和情報機器（現・キヤノンプロダクションプリンティングシステムズ）に転職すると、会社で陸上部が発足され実業団登録選手として活動を始める。
1990年に資生堂入社。実業団入りしてからの谷川は、平凡な市民ランナーから一躍日本女子マラソン界のトップアスリートへと、着実に飛躍していった。なお資生堂の後輩には、オリンピックに3大会連続出場を果たした弘山晴美などがいた。
1991年11月の東京国際女子マラソンでは、後に1992年8月開催のバルセロナオリンピック女子マラソン・金メダリストとなるワレンティナ・エゴロワ（ロシア・当時ソ連）らをレース終盤に逆転して、2時間31分台でマラソン初優勝を飾る。東京では1983年の佐々木七恵以来、8年ぶりに日本女子選手の覇者となり、大きな話題となった。1992年1月に東京都民文化栄誉章を受章した。
1992年3月の名古屋国際女子マラソンで再び優勝を目指して出場したが、初マラソンの大江光子にわずか5秒差で敗れてしまい、惜しくも準優勝だった。
そのシーズンはバルセロナ五輪代表選考レースであったが、1991年8月の世界陸上東京大会女子マラソンで猛暑の中、山下佐知子が銀メダルで五輪代表内定、有森裕子が4位入賞（いずれも谷川の東京優勝タイムを上回る）の好成績を挙げる。1992年の大阪国際女子マラソンでは小鴨由水や松野明美が日本記録を更新するなど、谷川を上回る好記録を収める選手が続出した為、東京国際女子優勝の谷川と共に、名古屋国際女子優勝の大江光子も、バルセロナ五輪女子マラソン代表の最終候補選手には挙げられなかった（バルセロナ五輪女子マラソン日本代表は山下の他2番手に小鴨、最後の三番手の椅子を有森と松野が争うも、結果有森が代表選出された）。谷川は惜しくも補欠代表に留まったが、その後小鴨が体調不良を引き起こした為に五輪辞退・谷川の補欠繰り上げ濃厚との報道も取り沙汰される。だが結局は小鴨が五輪強行出場を表明した事により、谷川のバルセロナ五輪・女子マラソン本番のスタートラインに立つ事は出来なかった。
1992年7月のゴールドコーストマラソンでは、途中トイレに駆け込むロスタイム発生が有りながらも優勝。1993年10月の世界ハーフマラソン選手権大会では1時間10分09秒で個人種目、団体種目共に銀メダルを獲得し、11月の東京国際女子マラソンでは、ワレンティナ・エゴロワに競り負けたが、2時間28分台で初のサブ30を果たし日本人トップの2位に入った。1994年のパリマラソンでは、後に1996年7月開催のアトランタオリンピック女子マラソン・金メダリストとなるファツマ・ロバ（エチオピア）らを破って優勝を果たし、自己ベスト記録である2時間27分55秒（当時日本女子歴代9位）をマークした。
谷川は1996年7月開催のアトランタ五輪・女子マラソン代表入りを目指していたが、国内選考レースの前1995年11月の東京国際女子マラソンでは膝の痛みが治まらず急遽欠場を表明。翌1996年1月の大阪国際女子マラソンもケガの回復が遅れてエントリーを回避、五輪最終選考会である同年3月の名古屋国際女子マラソンでラストチャンスに賭けた。しかし万全の体調で臨む事は出来ず、レース序盤から優勝争いへ殆ど加われないまま、結局2時間35分台の23位に終わり、念願のオリンピック女子マラソン日本代表選出は一度も叶わなかった。
それでも谷川本人は後年、月刊誌・ランナーズにおいて「もしオリンピックに出場出来ていたら、もうそこで私は燃え尽きてしまって、きっと走るのを辞めていたと思います。でも五輪落選の後、『これからも一緒に走ろうね』『走ることを辞めないで!』等と、私を励まして下さった沢山の市民ランナーやファン達の声援に、もの凄く感動しました。五輪に出られなかったからこそ、今でもマラソンランナーとして走り続ける事が出来るのだ、と思っています」との記事を寄せている。
1998年に陸連非登録選手となり第一線からは退いたが、以降も現役選手として大会出場を継続。
2007年、記念すべき第1回として行われた東京マラソンで女子の部準優勝。
2012年の大阪マラソンが最後のフルマラソンとなっている。
1994年に資生堂から良品計画に移籍、現在はアミノバイタル（味の素）ACに所属。マラソンの実況解説や、スポーツコメンテーター等としても活動しているが、テレビ番組の冒頭では大抵「マラソンランナー 谷川真理」として紹介されている。資生堂時代から2000年頃まではショーツ形の「ブルマー」、現在は下腹部にぴったりと密着した「スパッツ」か「ショートパンツ」を着用してレースに出場している。
例年春と秋に行われる「オールスター感謝祭」（TBS系）の企画「赤坂5丁目ミニマラソン」（他「赤坂5丁目ミニ駅伝」等にも出場）には、かつて足の故障等が無い限り1997年から2012年秋までほぼ毎回出走していた（解答者としての出演は2013年秋が最後）。但し本格的な選手である谷川に対しては毎回大きなハンデが課され「赤坂5丁目ミニマラソン」での優勝は2001年・秋の1回のみだった。
2015年の正月明け頃迄には、ハーフマラソンのイベント「谷川真理ハーフマラソン」（現・ハイテクハーフマラソン）の主宰を務めた。市民ランナーの出場者は毎回ほぼ1万人を超えており、大変人気の有るマラソン大会の一つとなっている。歴代優勝者には川内優輝らがいる。また、毎年5月には「谷川真理駅伝」（2015年より現・ハイテクタウン駅伝）も主宰し、両イベントとも地雷廃絶チャリティ大会となっていた。ほか、全国各地の市民マラソンに招待されることが多い（滋賀県長浜市（旧浅井町）で開催の『お市マラソン』、宮城県気仙沼市の『気仙沼つばきマラソン』など。また長野オリンピック記念長野マラソンでは、谷川自身も出走しマイクを持ちながら、市民ランナーに対してインタビューを行うリポーターも務めていた。
谷川真理のいとこにあたる陸上競技選手には、アテネ五輪で男子110mハードルの日本新記録を樹立した、現筑波大学講師の谷川聡がいる。

## 主なマラソン順位・記録
| 年   | 大会                                 | 開催国         | 成績 | タイム   | 備考                                             |
| ---- | ------------------------------------ | -------------- | ---- | -------- | ------------------------------------------------ |
| 1988 | 名古屋国際女子マラソン               | 日本           | 36位 | 3:00:58  | 初マラソン                                       |
| 1989 | 大阪国際女子マラソン                 | 日本           | 22位 | 2:49:02  |                                                  |
| 1989 | ボストンマラソン（女子の部）         | アメリカ合衆国 | 14位 | 2:46:11  |                                                  |
| 1989 | 東京国際女子マラソン                 | 日本           | 11位 | 2:43:04  |                                                  |
| 1990 | 名古屋国際女子マラソン               | 日本           | 5位  | 2:37:30  |                                                  |
| 1990 | 東京国際女子マラソン                 | 日本           | 3位  | 2:34:10  |                                                  |
| 1991 | 東京国際女子マラソン                 | 日本           | 優勝 | 2:31:27  | マラソン初優勝                                   |
| 1992 | 名古屋国際女子マラソン               | 日本           | 2位  | 2:31:09  |                                                  |
| 1992 | ゴールドコーストマラソン（女子の部） | オーストラリア | 優勝 | 2:35:45  | 2度目の優勝                                      |
| 1992 | 東京国際女子マラソン                 | 日本           | 6位  | 2:33:57  |                                                  |
| 1993 | 名古屋国際女子マラソン               | 日本           | 14位 | 2:34:15  |                                                  |
| 1993 | 東京国際女子マラソン                 | 日本           | 2位  | 2:28:22  |                                                  |
| 1994 | パリマラソン                         | フランス       | 優勝 | 2:27:55  | 自己ベスト記録、3度目の優勝                      |
| 1994 | 東京国際女子マラソン                 | 日本           | 7位  | 2:34:31  |                                                  |
| 1995 | ボストンマラソン（女子の部）         | アメリカ合衆国 | 7位  | 2:31:48  |                                                  |
| 1996 | 名古屋国際女子マラソン               | 日本           | 23位 | 2:35:36  |                                                  |
| 1996 | 東京国際女子マラソン                 | 日本           | 12位 | 2:40:22  |                                                  |
| 1996 | ホノルルマラソン（女子の部）         | アメリカ合衆国 | 3位  | 2:36:20  |                                                  |
| 1997 | 東京国際女子マラソン                 | 日本           | 16位 | 2:37:49  |                                                  |
| 1998 | マウイマラソン（女子の部）           | アメリカ合衆国 | 優勝 | 2:40:37  | 4度目の優勝                                      |
| 1998 | 北海道マラソン（女子の部）           | 日本           | 6位  | 2:37:51  |                                                  |
| 1998 | 東京国際女子マラソン                 | 日本           | －位 | 2:36:16  | 陸連非登録のため公式順位は無いが、 8番目でゴール |
| 1998 | ホノルルマラソン（女子の部）         | アメリカ合衆国 | 4位  | 2:39:29  |                                                  |
| 1999 | 泉州国際市民マラソン（女子の部）     | 日本           | 優勝 | 2:44:45  | 5度目の優勝                                      |
| 1999 | マウイマラソン（女子の部）           | アメリカ合衆国 | 優勝 | 2:49:13  | 6度目の優勝                                      |
| 1999 | ホノルルマラソン（女子の部）         | アメリカ合衆国 | 4位  | 2:41:54  |                                                  |
| 2000 | ホノルルマラソン（女子の部）         | アメリカ合衆国 | 5位  | 2:44:39  |                                                  |
| 2002 | 泉州国際市民マラソン（女子の部）     | 日本           | 2位  | 2:48:58  |                                                  |
| 2003 | 東京国際女子マラソン（市民の部）     | 日本           | 3位  | 3:06:54  | 第25回記念市民マラソン                           |
| 2004 | 東京国際女子マラソン（市民の部）     | 日本           | 11位 | 3:06:08  |                                                  |
| 2005 | 東京国際女子マラソン（市民の部）     | 日本           | 優勝 | 2:40:46  | 7度目の優勝                                      |
| 2006 | 東京国際女子マラソン（市民の部）     | 日本           | DNF  | 途中棄権 | 足の故障悪化により（36km付近）                   |
| 2007 | 東京マラソン2007（女子の部）         | 日本           | 2位  | 2:49:54  |                                                  |
| 2009 | 東京マラソン2009（女子の部）         | 日本           | 67位 | 3:08:27  |                                                  |
| 2010 | 東京マラソン2010（女子の部）         | 日本           | 35位 | 3:06:55  |                                                  |
| 2011 | 第1回大阪マラソン（女子の部）        | 日本           | 15位 | 3:04:55  |                                                  |
| 2012 | ゴールドコーストマラソン（女子の部） | オーストラリア | 28位 | 3:05:50  |                                                  |
| 2012 | 第2回大阪マラソン（女子の部）        | 日本           | 22位 | 3:01:44  |                                                  |

## スポーツキャスター・タレント活動

### 映画
- チルソクの夏 （2004年）

### 情報番組
- おもいッきりテレビ （日本テレビ系列）
- いのちの響 （TBS）

### バラエティ番組
- オールスター感謝祭・赤坂5丁目ミニマラソン（1997年春 - 2013年秋、TBS系列）
- ひるどき日本列島（2000年 - 2001年、NHK総合）
- 街道てくてく旅〜加賀路をゆく 平成・奥の細道〜（2006年7月2日～7月7日、NHK BShi）
- ジャンクSPORTS（フジテレビ系列）
- いい旅・夢気分（テレビ東京系列）
- 土曜スペシャル（テレビ東京系列）
- テレビ寺子屋（テレビ静岡制作・フジテレビ系列）
- FUN!FUN!RUN!ランナーズTV（BSフジ）
- ぶらり途中下車の旅（日本テレビ系列）
- 田舎に泊まろう（テレビ東京系）

ほか

## 座右の銘
「忍耐は苦しい けれどもその実は甘い」
- かつてまだ無名でOL業を務めていた谷川が、都民マラソン（12km）での優勝を目指してトレーニングしていた頃、新宿を走っていた時にふと立ち寄った熊野神社の入り口近くに、「今月の言葉」が掲げられていたのが上記だった。これを見たときに谷川自身「なんて今の自分にぴったりの言葉なんだろう」と感激したという。実際谷川は、苦しいトレーニングを重ねた結果その都民マラソンで優勝を果たし、シドニーのマラソン大会への無料招待という「甘い実」を手に入れた、とのエピソードを自らよく語っている。

## 著作
- 『谷川真理のマラソン入門』（学習研究社、1995/3）
- 『谷川真理のランニングバイブル(ビデオ)』（ノースランド出版、1998/6、ISBN 978-4890820900）
- 『谷川真理のランニング・フィットネス (GAKKEN SPORTS BOOKS)』（中島進監修、学習研究社、1998/6、ISBN 978-4054009653）
- 『走って、食べて、ヘルシーライフ! (PHPエル新書)』（PHP研究所、2002/6、ISBN 978-4569622293）
- 『マラソン完走BOOK 楽しくきれいに走りたい』（中島進監修、成美堂出版、2003/9、ISBN 978-4415024370）
- 『谷川真理のHOW TO ランニング (DVD)』（谷川真理出演、BSフジ、2007/9）
- 『谷川真理の42.195kmを完走する』（中島進監修、泉書房、2007/10、ISBN 978-4862870070）
- 『DVD上達レッスン マラソン』（中島進監修、成美堂出版、2007/11、ISBN 978-4415301976）
- 『走る理由 谷川真理のランニング哲学』（ランナーズ、2008/1、ISBN 978-4947537744）
- 『マラソンでカラダが変わる』（扶桑社、2008/1、ISBN 978-4594055738）
- 『谷川真理のHOW TO ランニング レベルアップ編 (DVD)』（谷川真理出演、BSフジ、2008/3）
- 『東京マラソンの走り方 (COSMIC MOOK アスリートのソコが知りたい! vol. 3)』（コスミック出版、2008/7、ISBN 978-4774751603）
- 『市民マラソン・全コース完全攻略DVD Vol.1 東京マラソン編』（谷川真理解説、コロムビアミュージックエンタテインメント、2009/8）
- 『市民マラソン・全コース完全攻略DVD Vol.2 長野マラソン編』（谷川真理解説、コロムビアミュージックエンタテインメント、2009/9）
- 『市民マラソン・全コース完全攻略DVD Vol.3 番外編 都内ランニングスポット』（谷川真理解説、コロムビアミュージックエンタテインメント、2009/10）

## 関連書籍
- 『20世紀のすてきな女性たち〈5〉スポーツに生きる 伊達公子、ヴェラ・チャスラフスカ、成田真由美、谷川真理』（杉山圭子・川村章子・五十嵐和代・樋口清美共著、岩崎書店、2000/4、ISBN 978-4265051458）
- 『ランナーズご飯 ゆっくり走って、しっかり食べてやせられる』（沼口ゆき著、谷川真理監修、講談社、2009/3、ISBN 978-4062152754）
- 『谷川真理が案内するご当地マラソン 人気コース48』（谷川真理監修、中経出版、2010/2、ISBN 978-4806136231）
- 『ゼロから始めるマラソン&ジョギング入門』（谷川真理監修、KADOKAWA/メディアファクトリー、2014/9/12、ISBN 978-4040669731）